# Elsa Alkman
Elsa Anna Maria Alkman, tidigare Ahlström, född 18 november 1878 i Stora Tuna, Borlänge kommun, död 21 februari 1975 i Limhamn, Malmö kommun, var en svensk författare, violinist och politiker, bland annat aktiv i kampen för kvinnlig rösträtt.

## Biografi
Elsa Anna Maria Ahlström föddes 18 november 1878 på Ornäs järnvägsstation i Stora Tuna. Hon var dotter till civilingenjör Otto Theodor Ahlström och Clara Guinchard. Hon studerade vid Kungliga Musikhögskolan i Stockholm med inriktning på violin mellan 1897 och 1900. 1911 blev hon ledamot av Eslövs fattigvårdsstyrelse, och kom att engagera sig i en rad olika politiska församlingar, bland annat Skånes länsförbund av Landsföreningen för kvinnans politiska rösträtt (1911–1913) och Eslövs avdelning av densamma (från 1907). Alkman var även engagerad i motståndsrörelsen mot nazismen i Norrköping, och höll bland annat en antinazistisk diskussionscirkel under Andra världskriget. I Norrköping var hon även aktiv lokalt som styrelseledamot i Fredrika Bremer-förbundet.
År 1906 gifte hon sig med apotekare Olof Efraim Alkman. Makarna är gravsatta i Krematorielunden i Norrköping.

## Verk
- Fem sånger för en röst med piano. Utgiven 1935 av Nya Nermans bokhandel, Norrköping.
- Marskväll. Fyrstämmig damkör med pianoledsagning. Utgiven 1935 av Nya Nermans bokhandel, Norrköping.[15]